# William Hammond Wright

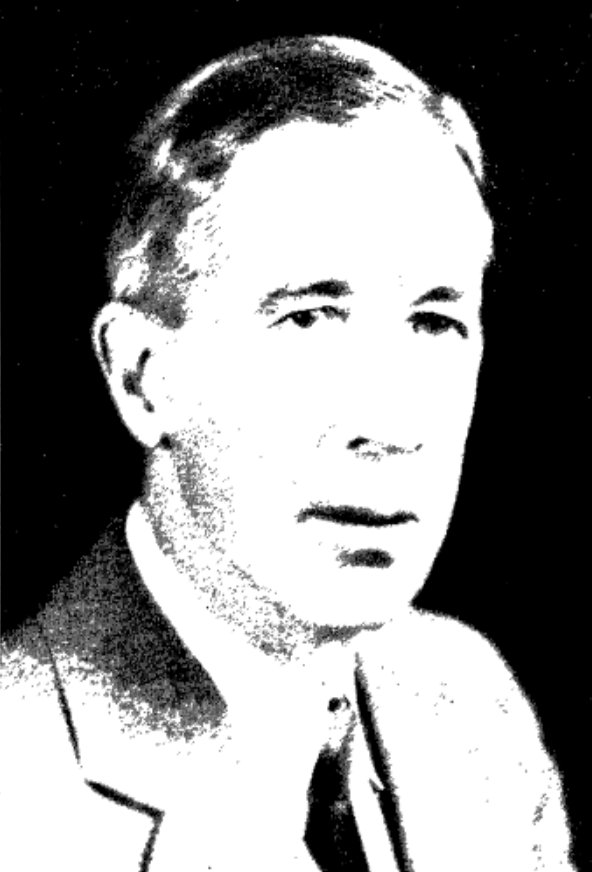
William Hammond Wright

William Hammond Wright (* 4. November 1871 in San Francisco; † 16. Mai 1959 in San José) war ein US-amerikanischer Astronom.

## Leben
Nach seinem Abschluss als Bachelor an der University of California 1893 und Aufenthalten an der University of Chicago und University of California wurde er 1897 Hilfsastronom am Lick-Observatorium. Von 1903 bis 1906 baute er eine Südstation des Observatoriums am Cerro San Cristobal nahe Santiago de Chile auf, ausgestattet mit einem Spiegelteleskop mit 93 cm Hauptspiegeldurchmesser. In nur 9 Monaten begann er mit Beobachtungen von dieser neuen Sternwarte, von der er viele Radialgeschwindigkeitsmessungen südlicher Sterne gewann. 1908 wurde er zum Astronomen befördert. 1918 bis 1919 arbeitete er am Testgelände in Aberdeen (Maryland) für die Munitionsabteilung der United States Army. Er kehrte dann ans Lick-Observatorium zurück, wo er bis zu seiner Pensionierung arbeitete und dessen Direktor er von 1935 bis 1942 war.
Bekannt ist Wright für seine Bestimmungen von Radialgeschwindigkeiten von Sternen in unserer Milchstraße, und seine Arbeiten mit einem selbst entworfenen Spektrographen. Er gewann Spektren von Novae und Gasnebeln, in denen er Wellenlängen und Intensitäten zuvor unbekannter Spektrallinien bestimmte. 1924 erschloss er aus photographischen Aufnahmen bei verschiedenen Wellenlängen eine Dicke von 100 km für die Marsatmosphäre. Ein Projekt, Positionen ferner Galaxien in einer photographischen Durchmusterung als Referenz für Positionen und Eigenbewegungen von Sternen zu benutzen, kam nicht mehr zum Abschluss.

## Ehrungen
- 1922: Mitglied der National Academy of Sciences
- 1928: Henry Draper Medal
- 1935: Mitglied der American Philosophical Society[1]
- 1938: Goldmedaille der Royal Astronomical Society

Der Asteroid (1747) Wright, der Mondkrater Wright und ein Marskrater sind nach ihm benannt.